# Rolf Knippers
Rolf Knippers (* 18. April 1936 in Mülheim an der Ruhr; † 29. Juli 2017 in Konstanz) war ein deutscher Molekularbiologe und Genetiker und Professor an der Universität Konstanz.
Rolf Knippers studierte ab 1955 Humanmedizin in Marburg, Freiburg im Breisgau und München und wurde 1962 am Physiologisch-Chemischen Institut der Universität Marburg bei Theodor Bücher mit einer Dissertation über Freie Nucleotide in ruhenden und wachsenden Geweben promoviert. Nach seiner klinischen Medizinalassistenz (1962–1964) ging er als Post-Doktorand ins Labor von Hartmut Hoffmann-Berling am Max-Planck-Institut für medizinische Forschung in Heidelberg und anschließend an das Caltech in Pasadena, USA (1966 bis 1969), wo er mit Robert L. Sinsheimer die DNA-Replikation des doppelsträngigen Bakteriophagen φX174 erforschte. Zurück in Deutschland habilitierte er sich 1969 an der Universität Heidelberg, bevor er 1970 Gruppenleiter am Friedrich Miescher Labor der Max-Planck-Gesellschaft in Tübingen wurde. 1973 wurde er ordentlicher Professor für Molekulare Genetik an der Universität Konstanz und 2004 wurde er emeritiert.
Er befasste sich besonders mit der Replikation der DNA und ihrer Initialisierung und der Charakterisierung der dabei beteiligten Proteine (wie den Histonen). Er verfasste ein verbreitetes deutschsprachiges Lehrbuch über Molekulare Genetik (das zuerst 1971 erschien und 2015 in zehnter Auflage).
Neben Grundlagenforschung haben einige seiner Arbeiten auch Anwendungsbezüge, so bezüglich des Chromatin-assoziierten Proteins DEK, das ein relativ häufiges Autoantigen bei Autoimmunkrankheiten ist und bei der Charakterisierung eines DNA-Virus, der marine Braunalgen befällt.
2005 erhielt er die Gregor-Mendel-Medaille. 1997 bis 2001 war er Vorsitzender und ab 2008 Ehrenmitglied der Gesellschaft für Genetik. Er war maßgeblich daran beteiligt, den Internationalen Genetiker-Kongress 2008 nach Deutschland zu holen. Er war Mitglied der European Molecular Biology Organisation.

## Schriften
- Biologisches zur Krebsentstehung : zellbiologische Eigenschaften von Krebszellen, Konstanzer Universitätsreden 82, 1976
- Die schöne neue Welt und ihre Folgen : ein Beitrag zur gegenwärtigen Diskussion um Eingriffe in die Reproduktion des Menschen, Konstanzer Universitätsreden 167, 1988
- als Herausgeber: Transforming proteins of DNA viruses, Current topics in microbiology and immunology 144, Springer 1989 (Konferenz Titisee Dezember 1988)
- Herausgeber mit Ernst-L. Winnacker, J. Ruff und anderen : DNA replication and the cell cycle, Colloquium der Gesellschaft für Biologische Chemie 43, April 1992 Mosbach/Baden, Springer 1993
- Molekulare Genetik, Thieme, 10. Auflage 2015, ISBN 978-3134770100
- Autismus, genetisch betrachtet : Veränderungen der Gene als Ursache und Auslöser, Thieme 2016, ISBN 978-3-13-220801-8
- Eine kurze Geschichte der Genetik, Springer 2017, ISBN 978-3662535547